# Хазанов Юхим Аркадійович
Юхим Аркадійович Хазанов (* 12 листопада 1965, Горький, РРФСР) — російський фізик, академік Російської академії наук (РАН) з 2019 року. Директор Відділення нелінійної динаміки і оптики Інституту прикладної фізики РАН. Професор Нижньогородського державного університету.
Спеціаліст в області лазерної фізики і нелінійної оптики. Має понад 650 наукових праць, опублікованих в наукових журналах, індексованих у наукометричній базі Scopus. Індекс Гірша на січень 2024 року за наукометричною базою даних Scopus — 82, за наукометричною базою даних Google Scholar) — 117.
Член редколегії журналів «Квантовая єлектроника» і «High Power Laser Science and Engineering».

## Громадянська позиція
Виступив з осудом започаткованої Володимиром Путіним реформи РАН.
Виступив з осудом російської збройної агресії проти України 2014 року.
Підписав відкритого листа російських науковців та наукових журналістів проти Російського вторгнення в Україну 2022 року.